# Валдимар Јохансон
Валдимар Јохансон (рођен 1978) је исландски филмски редитељ. Познат је по свом раду Јагње (2021), Сутрашњи рат (2021) и Одметник 1: прича Ратова звезда.

## Биографија
Он је био активан у исландској филмској индустрији две деценије, као водећи члан екипе како у исландским филмовима, тако и у већим услужним продукцијама. Јагње (2021) је први Валдимаров дугометражни филм. Раније је режирао кратке филмове, од којих су неки награђивани и широко дистрибуирани. Од 2013–2015 био је на докторском студију у Сарајеву, Босна и Херцеговина, универзитету мађарског редитеља Беле Тара. Његови ментори су између осталих били Тилда Свинтон, Гас Ван Сан, Карлос Рејгадас.
Валдимар тренутно живи у Рејкјавику на Исланду са супругом и ћеркама.

## Филмографија
- Јагње (2021)
- Сутрашњи рат (2021)
- Одметник 1: прича Ратова звезда.[1]

## Награде
- European Discovery - Prix Fipresci 2021[2]